# Wernerkapel (Bacharach)
De Wernerkapel (Wernerkapelle) is een gotische ruïne in het Duitse stadje Bacharach. De ooit geplande uitbouw van de kapel tot een grote kerk werd nooit gerealiseerd. De ruïne is een beschermd monument en werd er een gedenktafel ter nagedachtenis aan het onrecht jegens de joodse burgers geplaatst, met een gebedscitaat van paus Johannes XXIII.

## Achtergrond

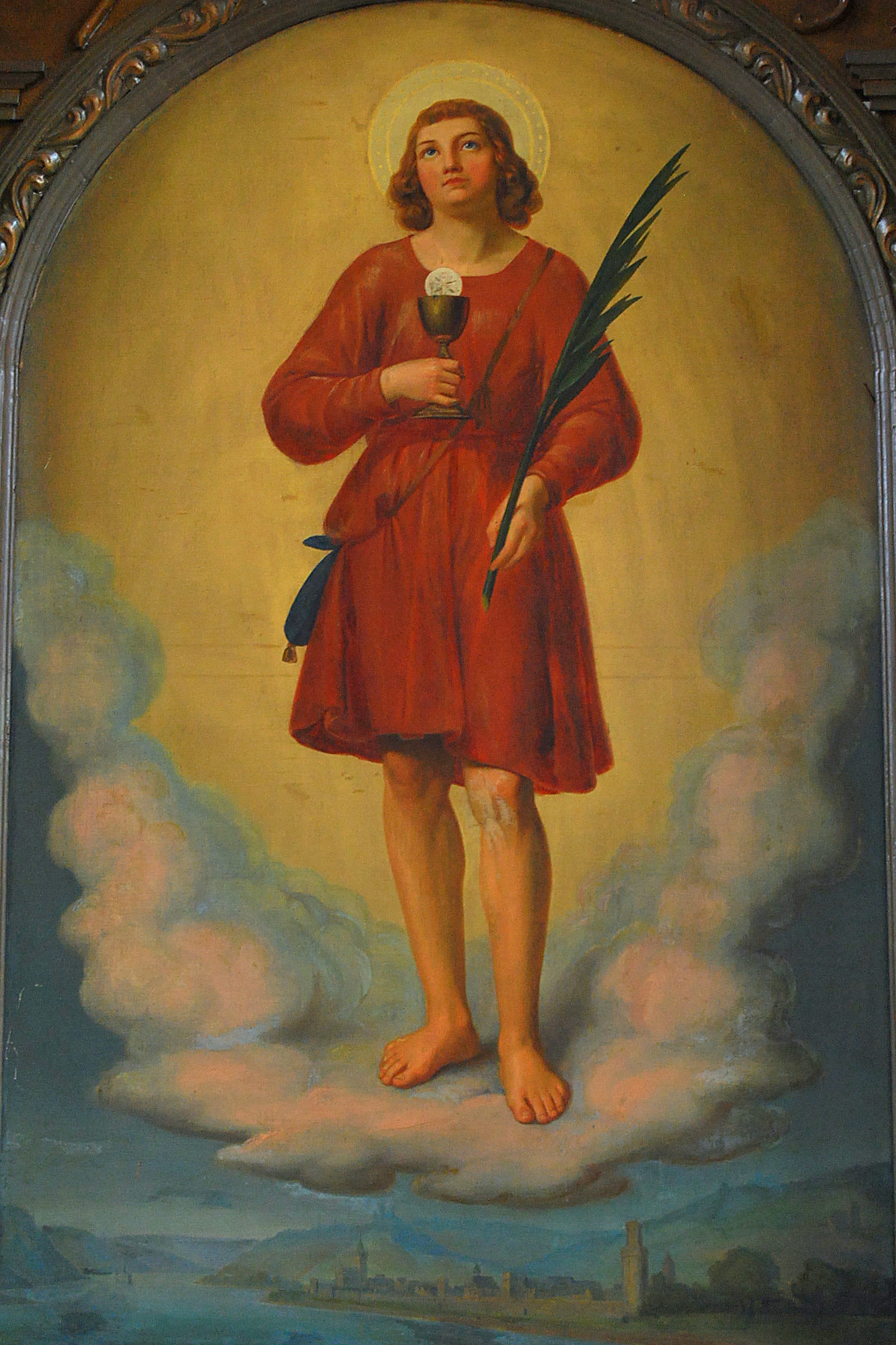
Altaarschilderij Der Knabe Werner, 1845, olieverf op hout, Wernerkapel, Oberwesel

Een moord op Witte Donderdag in 1287 op de 16-jarige Werner was de aanleiding voor de bouw van de kapel. De moord op de jongen, zoon van arme christelijke ouders die zijn geld verdiende bij een joodse familie, zou volgens de beschuldiging een door joden begane rituele moord betreffen. Het bloed van Werner zouden de joden hebben gebruikt voor hun rituelen tijdens het Pesachfeest.
Een latijnse kroniek uit de 14e eeuw bericht van een ernstig geval van heiligschennis. Joodse burgers zouden de 16-jarige Werner aan zijn voeten hebben opgehangen, om hem de hostie te ontfutselen die hij had ingenomen. Na de misdaad zouden de joden de jongen in de Rijn hebben geworpen. Op de plaats waar later het lichaam van de mishandelde Werner aanspoelde werd een kapel gebouwd nadat men melding maakte van wonderen bij zijn graf.
Op de vondst van de vermoorde Werner volgden hevige pogroms, die niet alleen plaatsvonden in het Midden-Rijndal, maar zich ook uitbreidden naar het Moezeldal en het Nederrijn-gebied. Meer dan 40 joden lieten hierbij het leven. De joden wendden zich tot koning Rudolf om hulp, die overtuigd was van hun onschuld. Hij legde de christenen die zich schuldig hadden gemaakt aan de vervolging en verdrijving van joden een geldboete op. Ook beval hij het lichaam van Werner te verbranden om de verering door het volk te voorkomen. De poging om de verering van Werner te voorkomen mislukte, Werner werd een echte volksheilige.

## De Wernerkapel
Al snel na de vervolgingen werd een kapel ter ere van Werner opgericht. Ongeveer tegelijkertijd nam de bedevaart een aanvang naar de Kunibertkapel, waar het lichaam van de jongen was bijgezet. In 1337 werd het oostelijk koor ingewijd. Vanaf 1426 werd er verder gebouwd aan de kapel. De kapel raakte tijdens de Paltse erfopvolgingsoorlog in 1689 bij het opblazen van de burcht Stahleck door neervallend puin zwaar beschadigd. Wegens het gevaar voor aardverschuivingen moest in 1752 de noordelijk arm met een beeldenportaal worden afgebroken. In 1787 werden de daken en de gewelven verwijderd.
Sinds 1980 werden er maatregelen genomen om de ruïne in stand te houden en een jaar later werd er een vereniging opgericht ten behoeve van het behoud van de kapel.